# Парковочные часы

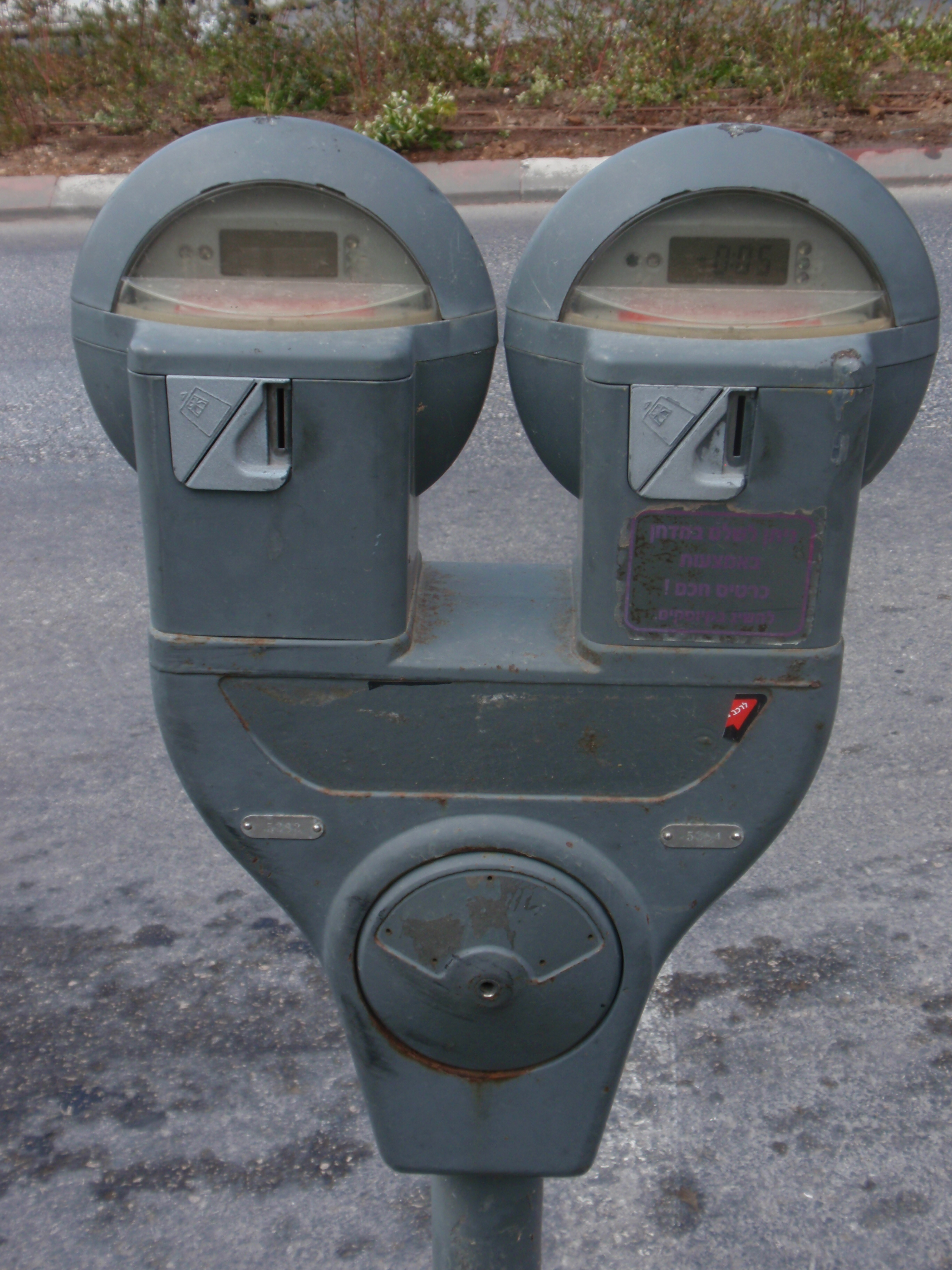

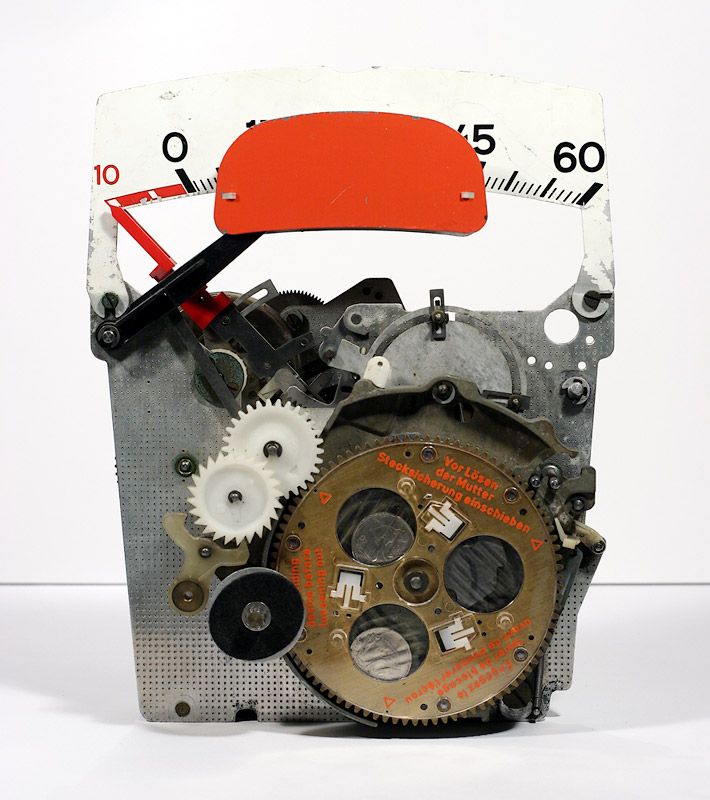

Парковочные часы — таймер, предназначенный для отслеживания времени парковки автомобиля на определенном месте. По ним инспекторы сверяют время, которое машины проводят на парковках. Водитель самостоятельно устанавливает на крутящемся циферблате время прибытия на стоянку (с точностью до 15 минут). Места для парковок в этом случае часто оборудованы специальным знаком.